# Episodi di The 45 Rules of Divorce (quinta stagione)
La quinta e ultima stagione della serie televisiva The 45 Rules of Divorce, composta da 6 episodi, è stata trasmessa sul egitto Shahid VIP dall'11 gennaio al 19 gennaio 2022.
In Arabia Saudita, La stagione viene trasmessa in prima visione gratuita su MBC 4 a partire dal 12 gennaio al 20 gennaio 2022.
| nº | Titolo arabe                   | Titolo originale                                       | Prima TV Egitto | Prima TV Arabia Saudita |
| -- | ------------------------------ | ------------------------------------------------------ | --------------- | ----------------------- |
| 1  | قاعدة #73 وقفي و عيدي م الأول  | Rule No. 73: Step and Repeat                           | 11 gennaio 2022 | 12 gennaio 2022         |
| 2  | قاعدة #194 ما تتخدعيش بالمظاهر | Rule No. 149: Don't Eat the Yellow Snow                | 12 gennaio 2022 | 13 gennaio 2022         |
| 3  | قاعدة #97 مفيش أحسن م الصراحة  | Rule No. 97: It Takes Two to Stab Yourself in the Butt | 15 gennaio 2022 | 16 gennaio 2022         |
| 4  | قاعدة #63 خلي نفسك طويل        | Rule No. 63: It's a Marathon, Not a Sprint             | 17 gennaio 2022 | 18 gennaio 2022         |
| 5  | قاعدة #303 متخافيش تهدي المعبد | Rule No. 303: Burn That S... to the Ground             | 18 gennaio 2022 | 19 gennaio 2022         |
| 6  | قاعدة #1 خير الكلام ما قل ودل  | Rule No. 1: Keep the Toast Short                       | 19 gennaio 2022 | 20 gennaio 2022         |